# Messerbalken (Heckenschnitt)

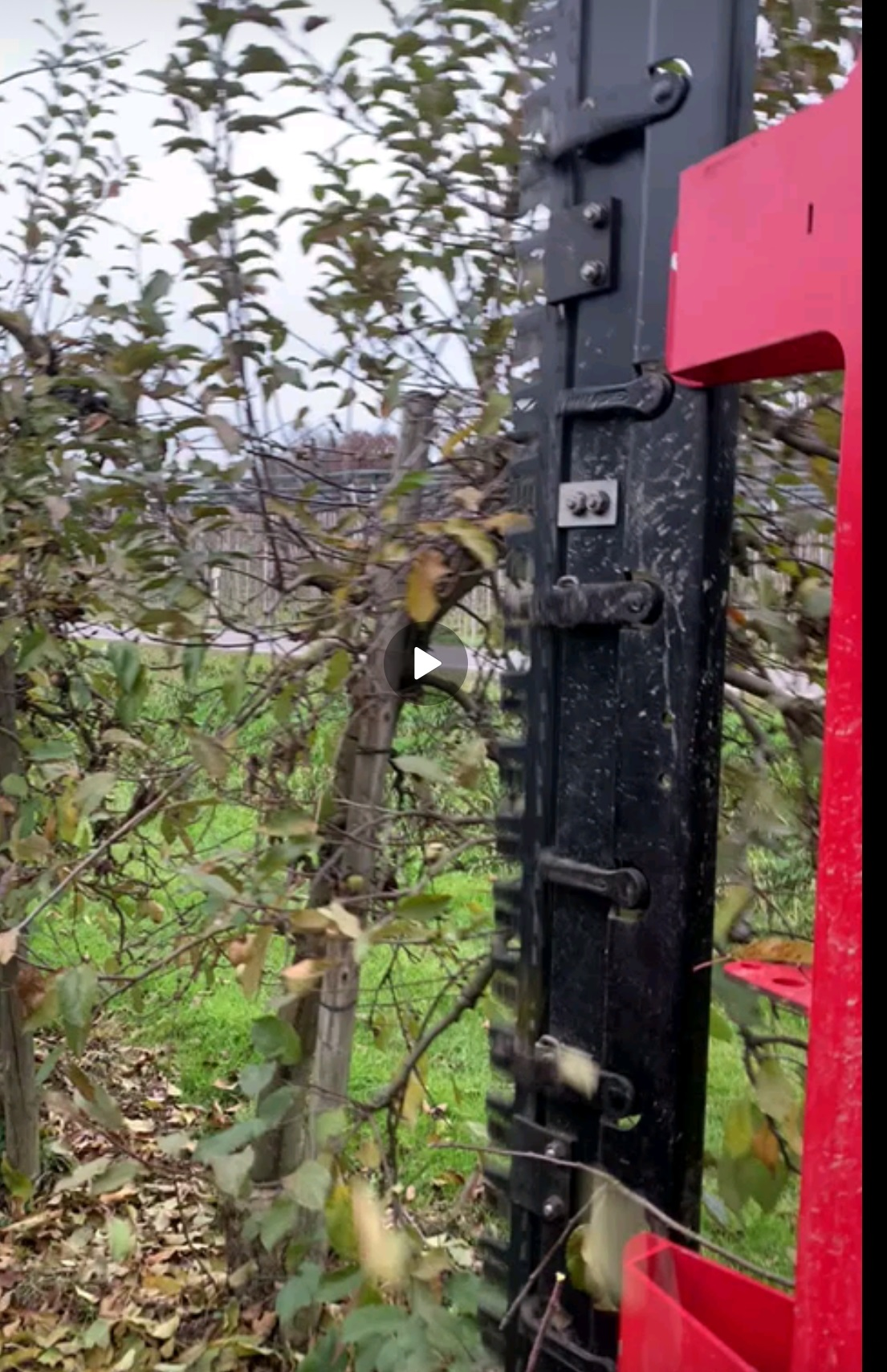
Messerbalken für Heckenschnitt

Der Heckentrimmer ist ein vertikal aufgehängter Balkenmäher. Der Hecken-, Strauch- oder Baumschnitt mittels dieser Arbeitsmaschine oder Anbaugerätes ist eine zeitsparende Methode ohne Einsatz von Hilfskräften. Der Messerbalken und Heckentrimmer wird vorwiegend im Obstbau und Garten-Landschaftbau eingesetzt.

## Aufbau und Funktionsweise
Der Heckentrimmer schneidet mittels zweier flach angeordneten Messerreihen das Schnittgut. Beide Messerreihen besitzen segmentierte Wechselmesser. Die Antriebsleistung wird über Hydropumpe und Hydromotor von der Zapfwelle eines Trägerfahrzeuges bereitgestellt. Durch den geraden schnellen Schnitt werden die Obstkulturen optimal geschnitten jedoch für die Wachstumsfunktion des Obstbaumes nicht optimal. Daher ist diese Option gerade im Tafelobstbau vorzufinden, weil die Baumspindel schmal gehalten wird und in jeder Saison das einjährige Holz auf das mehrjährige zurückgeschnitten wird. Ferner erleichtert es, dass andere Sondermaschinen wie beispielsweise eine Entlaubungsmaschine an die Kultur herangeführt werden.